# Matthieu Udol
Matthieu Udol (* 20. März 1996 in Metz) ist ein französisch-guadeloupischer Fußballspieler.

## Karriere
Udol begann seine fußballerische Ausbildung in seiner Geburtsstadt beim FC Metz, wo er bis 2014 ausschließlich in der Jugend spielte. Anschließend war er zunächst bei der Zweitmannschaft in der National 3 beziehungsweise auch National 2 aktiv. Im Sommer 2015 wurde er nach Belgien an den Partnerverein des FC Metz, den RFC Seraing, verliehen. Sein Profidebüt gab er in der Division 1B bei einer Niederlage am dritten Spieltag gegen den AFC Tubize. Nur zwei Wochen später (5. Spieltag) schoss er bei einem 2:2-Unentschieden gegen den KMSK Deinze sein erstes Tor auf Profiebene. Insgesamt traf er in zwölf Ligaeinsätzen dreimal, da er meist auf dem Flügel spielte. Nach seiner Rückkehr debütierte er in der Ligue 2 bei einem 2:1-Sieg über den Paris FC am 18. März (31. Spieltag). Bis zum Saisonende spielte er noch sieben weitere Male in der zweiten französischen Liga. Nachdem die Grenats den Aufstieg knapp schafften, spielte Udol in der folgenden Spielzeit das erste Mal in der Ligue 1, am 18. April 2017 (31. Spieltag) bei einer knappen Niederlage gegen Paris Saint-Germain. In seiner ersten Ligue-1-Spielzeit spielte Udol jedoch nur dreimal, da er sich einen Kreuzbandriss zuzog. Am dritten Spieltag wurde er gegen die AS Monaco eingewechselt und spielte somit das erste Mal in der Ligue 1. Die Saison 2017/18 beendete er mit sechs Einsätzen, bevor er ab dem zehnten Spieltag erneut wegen einer Knieverletzung ausfiel. Metz stieg wieder ab und Udol spielte 2018/19 wieder wegen seines Knies nur fünfmal. Nachdem er, erneut in der Ligue 1, wieder zunächst Knieprobleme hatte, spielte er in der abgebrochenen Saison 2019/20 wettbewerbsübergreifend 14 Mal. In der Spielzeit 2020/21 blieb er das erste Mal verletzungsfrei und kam insgesamt auf 27 Einsätze in Liga und Pokal. Am ersten Spieltag der Saison 2021/22 schoss er bei einem 3:3-Unentschieden gegen den OSC Lille sein erstes Tor für den FC Metz. Bis Mitte der Saison war er unter Frédéric Antonetti Stammspieler und spielte zwölfmal, ehe er sich erneut am Knie verletzte und ausfiel.

## Erfolge
FC Metz
- Aufstieg in die Ligue 1: 2016 (als Vizemeister), 2019 (als Meister)

FC Metz B
- Aufstieg in die National 2: 2014, 2020